# 窦店镇
窦店镇，是中华人民共和国北京市房山區下辖的一个乡镇级行政单位。竇店鎮的窦店土城，可能是戰國時代燕國陪都遺址。2018年重新确认国家卫生县城（乡镇）。镇内设有高端现代制造业基地，中国中车等单位在内设厂。

## 行政区划
窦店镇下辖以下地区：
亚新特种建材公司社区、金鑫苑社区、沁园春景社区、田家园社区、窦店村、白草洼村、芦村、板桥村、西安庄村、田家园村、瓦窑头村、苏村、于庄村、下坡店村、七里店村、望楚村、一街村、二街村、三街村、后街村、小高舍村、大高舍村、丁各庄村、刘平庄村、袁庄村、六股道村、普安屯村、兴隆庄村、辛庄户村、两间房村、前柳村、陈家房村、北柳村和河口村。

## 交通
- 京广铁路：窦店站